# Наумов Олексій Авакумович

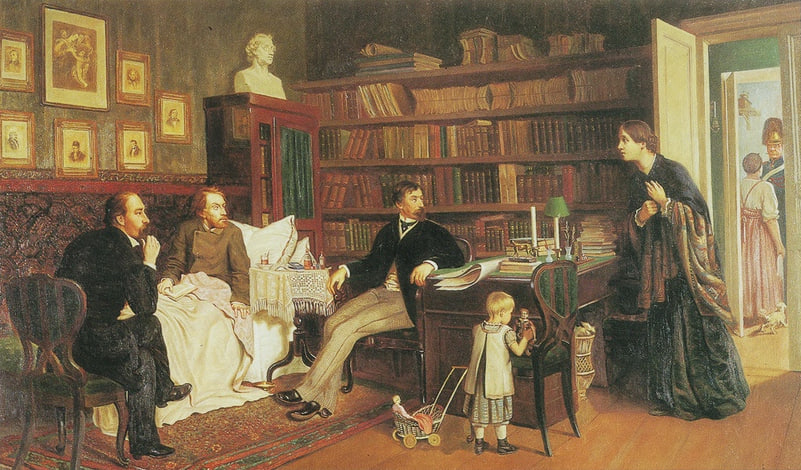
Н. О. Некрасов та І. І. Панаєв у хворого В. Г. Бєлінського. 1881

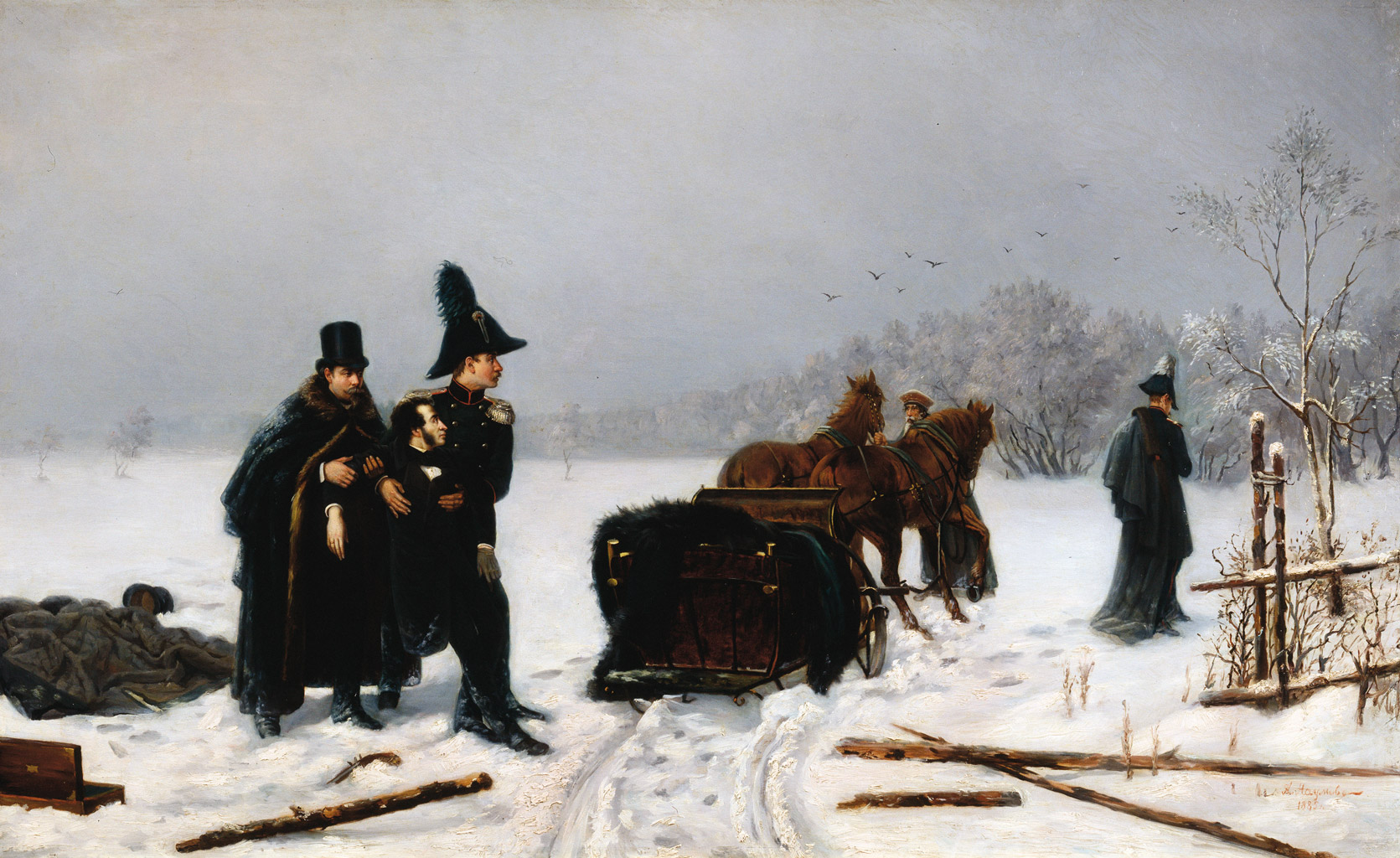
Дуель Пушкіна з Дантесом. 1884

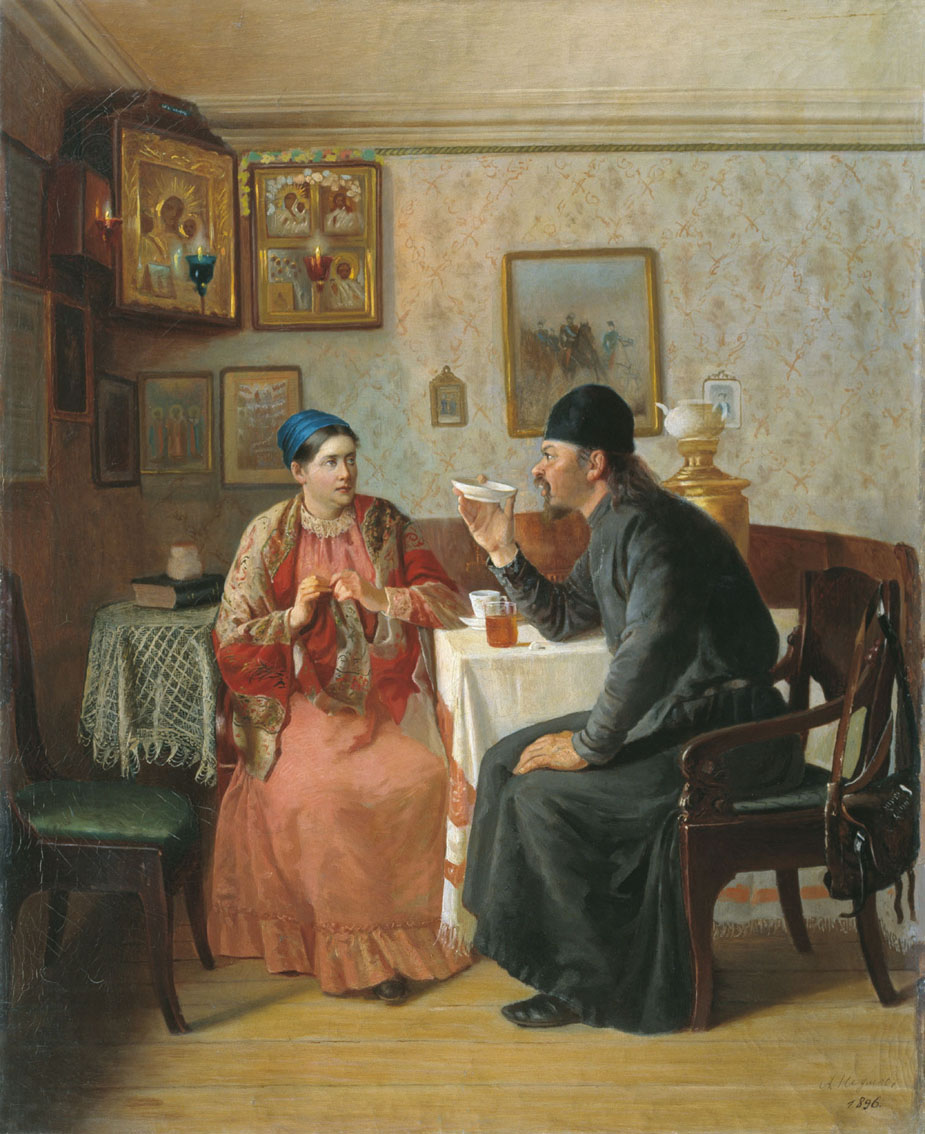
Чаєпиття

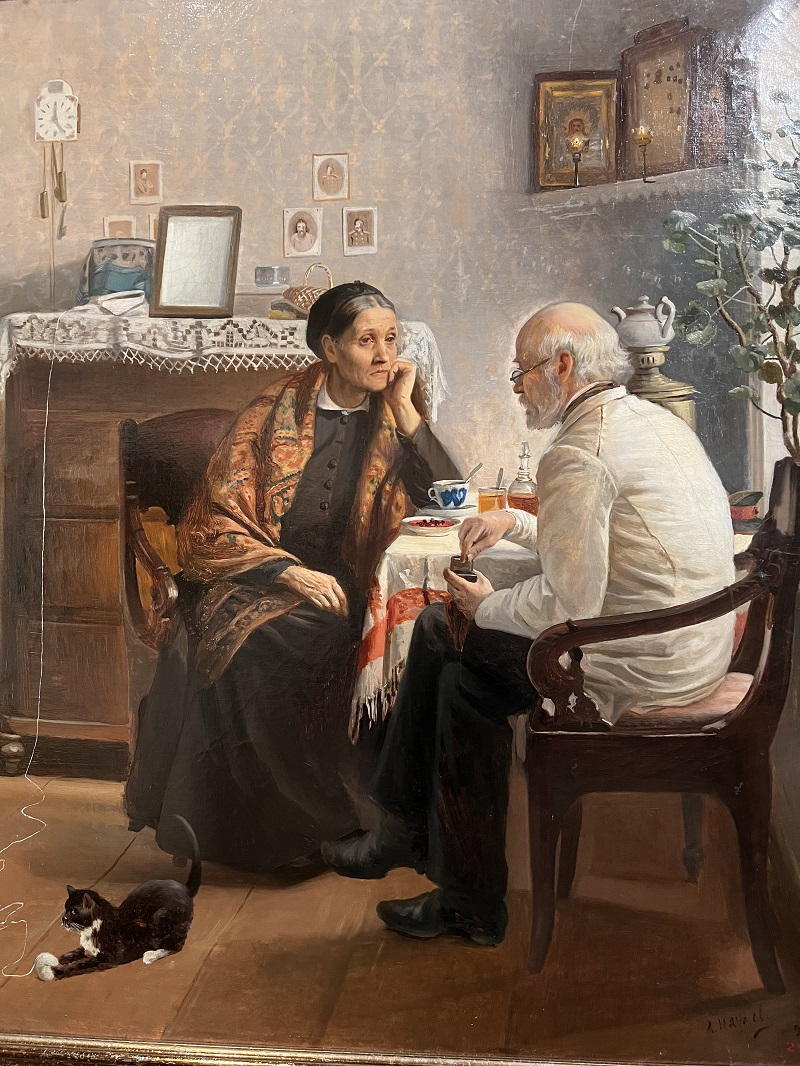
Старий друг

Наумов Олексій Абакумович — (1840-1895) — російський художник. У 1859-1872 рр. навчався в Імператорської Академії мистецтв. Автор жанрових картин і портретів, зокрема картини «Катерина» за однойменною поемою Тараса Шевченка.

## Біографія
Олексій Наумов пройшов курс міського училища, відвідував недільні класи Санкт-Петербурзької малювальної школи для прихожан, що перебувала у відомстві міністерства фінансів (пізніше малювальна школа Товариства заохочення художників), і з 1859 р. навчався в Імператорської академії мистецтв. В 1868 р., отримав від школи малу срібну медаль за успіхи в малюванні. Був випущений в 1872 р. зі званням класного художника 3-го ступеня, а потім, в 1873 р., підвищений в класні художники 2-го ступеня за Етюд з натури, що зображав сільського кравця. Ця картина експонувалася на виставці в Лондоні, де була удостоєна срібної медалі.
У 1874 році Наумов одержав звання класного художника 1-го ступеня за картини Курна хата і Чернець капуцин.
Художник брав участь у Всесвітній виставці 1876 у Філадельфії, США, де виставив картини Курна хата (1874), Підпасок, Сирітка, Проводи Масниці в Тифлісі (1876).
Художник звернув на себе увагу публіки двома картинами: Бєлінський перед смертю (1882) і Дуель Пушкіна (1884, в Імператорському Олександрівському ліцеї), завдяки актуальності їх змісту та сумлінності виконання. З інших його творів найбільш вдалі: Курна хата (1874), Проводи масниці в Тифлісі (1876) і Старий друг (1889; належить академії мистецтв), Келія в Чудовському монастирі, за яку художник був удостоєний премії Імператорського Товариства заохочення художників.
У музеях зберігаються його роботи Старий-єврей, що читає лист та інші. Роботи Наумова також представлені в Державному Російському музеї в Санкт-Петербурзі. Крім жанрового живопису Олексій Наумов писав портрети і образи для церков, а також займався викладанням малювання в різних навчальних закладах.
Похований на Мітрофанієвському кладовищі в Санкт-Петербурзі.